# Руалье (концентрационный лагерь)
Руалье (Руальё, Ройальё, Роялье, фр. camp de Royallieu, Компьень, фронтовой лагерь 122, «Фронт-Сталаг 122», нем. Front-Stalag 122 Compiegne, Frontstalag 122) — один из созданных во время Второй мировой войны в июне 1941 года на территории оккупированной Франции лагерей для интернированных гражданских лиц, в основном евреев. Находился в поле близ Компьеня, в департаменте Уаза, к югу от Парижа. Также в пересыльном лагере содержались участники движения Сопротивления («резистанты», résistant) перед отправкой в другие лагеря. С декабря 1941 года он был превращен в транзитный лагерь для евреев-граждан Франции и других стран, отправлявшихся в лагеря смерти нацистской Германии. С июня 1941 года по август 1944 года 54 000 человек (по другим данным — 50 000 человек) содержались в лагере, из них 50 000 человек (по другим данным — 40 000 человек) были депортированы в лагеря смерти. 27 марта 1942 года из лагеря с железнодорожной станции в Компьене отправился первый конвой из Франции в лагерь смерти Освенцим. Ещё было 39 конвоев из лагеря Руалье в лагеря смерти. Лагерь для интернированных гражданских лиц в Компьене существовал с июня 1941 года по сентябрь 1944 года.
Лагерь представлял в плане четырёхугольник, каждая сторона длиною километр. На трех углах и в середине двух сторон ограждения в несколько рядов колючей проволоки стояли вышки часовых с пулемётами и прожекторами. Лагерь был создан на месте бывших казарм Руалье. Лагерь для интернированных представлял собой 24 барака, по 10 больших комнат (или камер), в каждой из которых содержалось примерно по 25 человек.

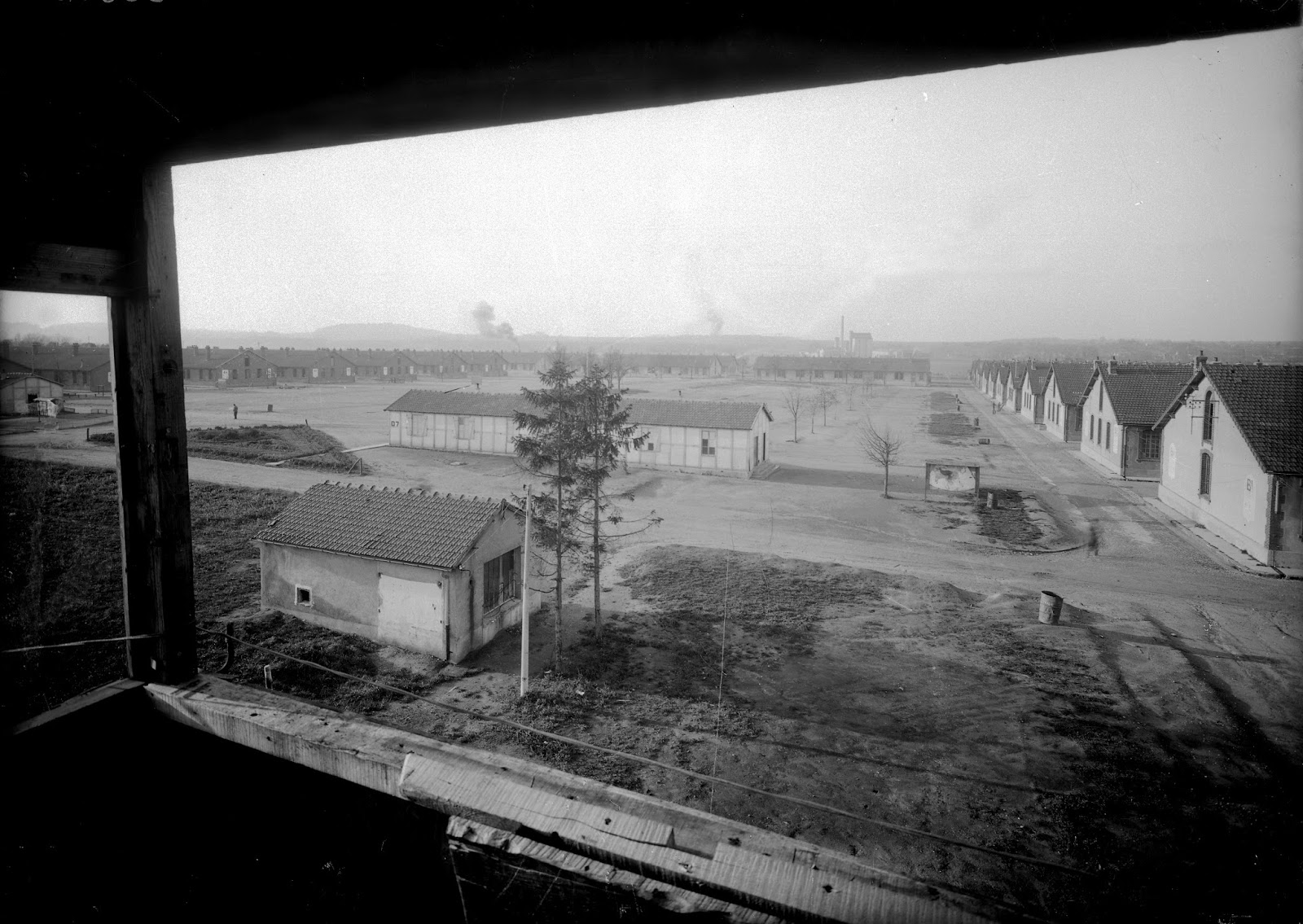
Вид на лагерь во время Второй мировой войны с вышки

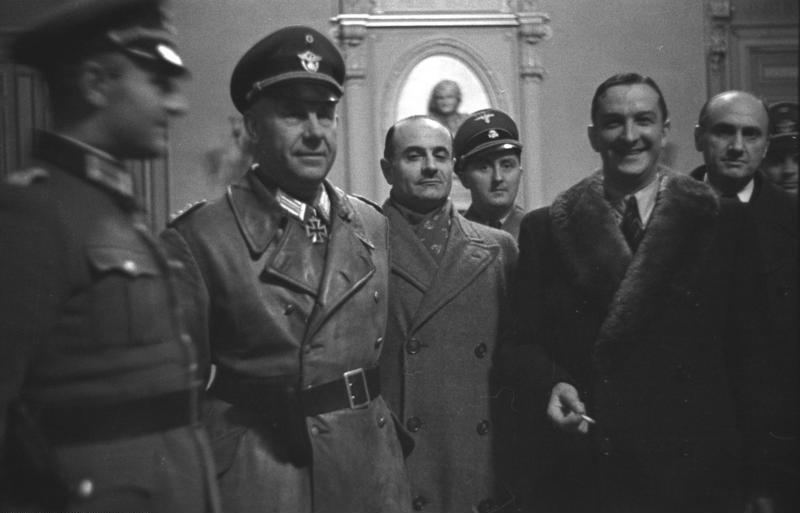
Рядом с эсэсовцем Бернхардом Гризе позирует начальник полиции режима Виши Рене Буске. Фотография — часть экспозиции мемориала Руалье

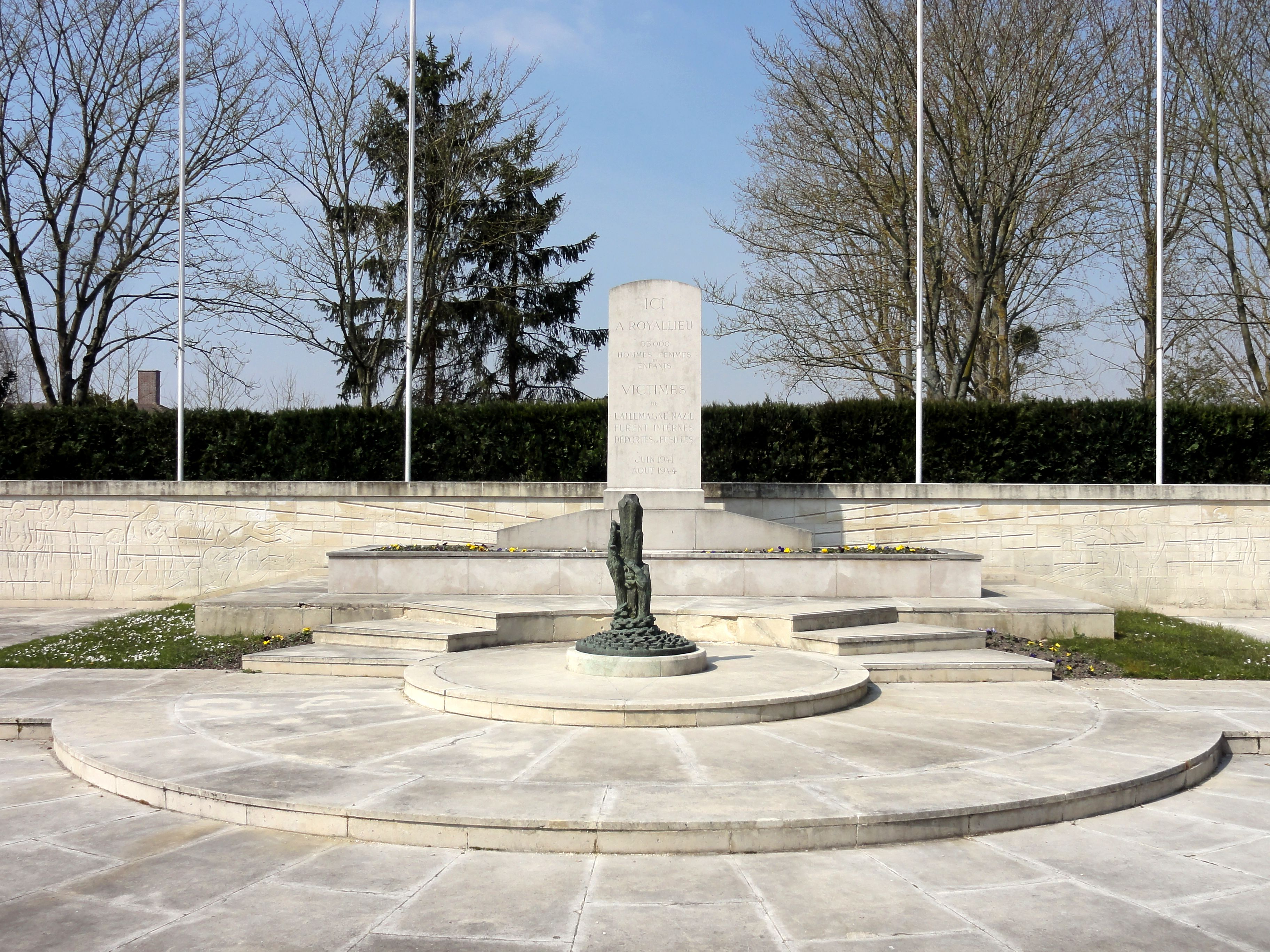
Мемориал Руалье

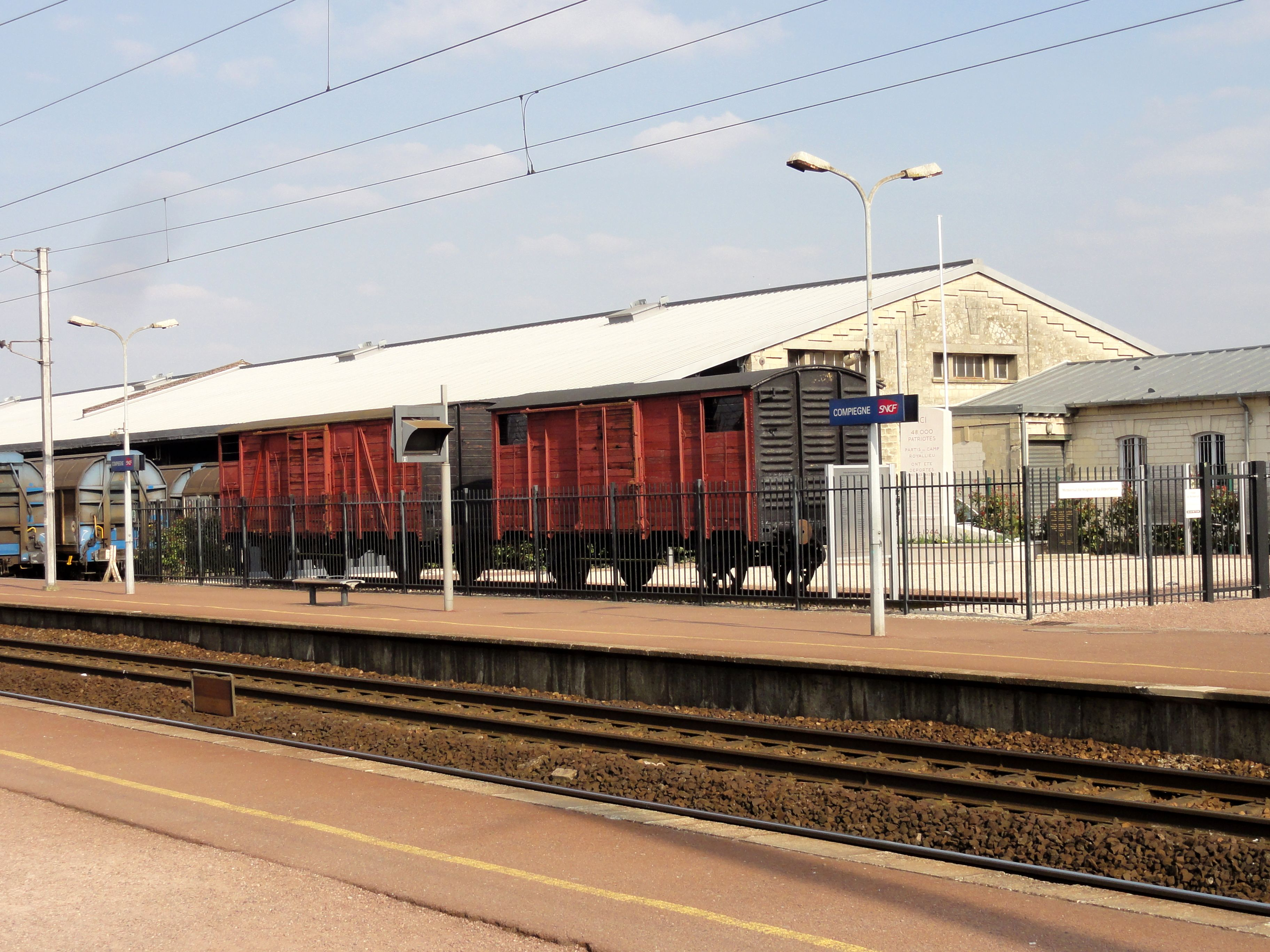
Мемориал на железнодорожной станции в Компьене, откуда 27 марта 1942 года отправился первый конвой из Франции в лагерь смерти Освенцим

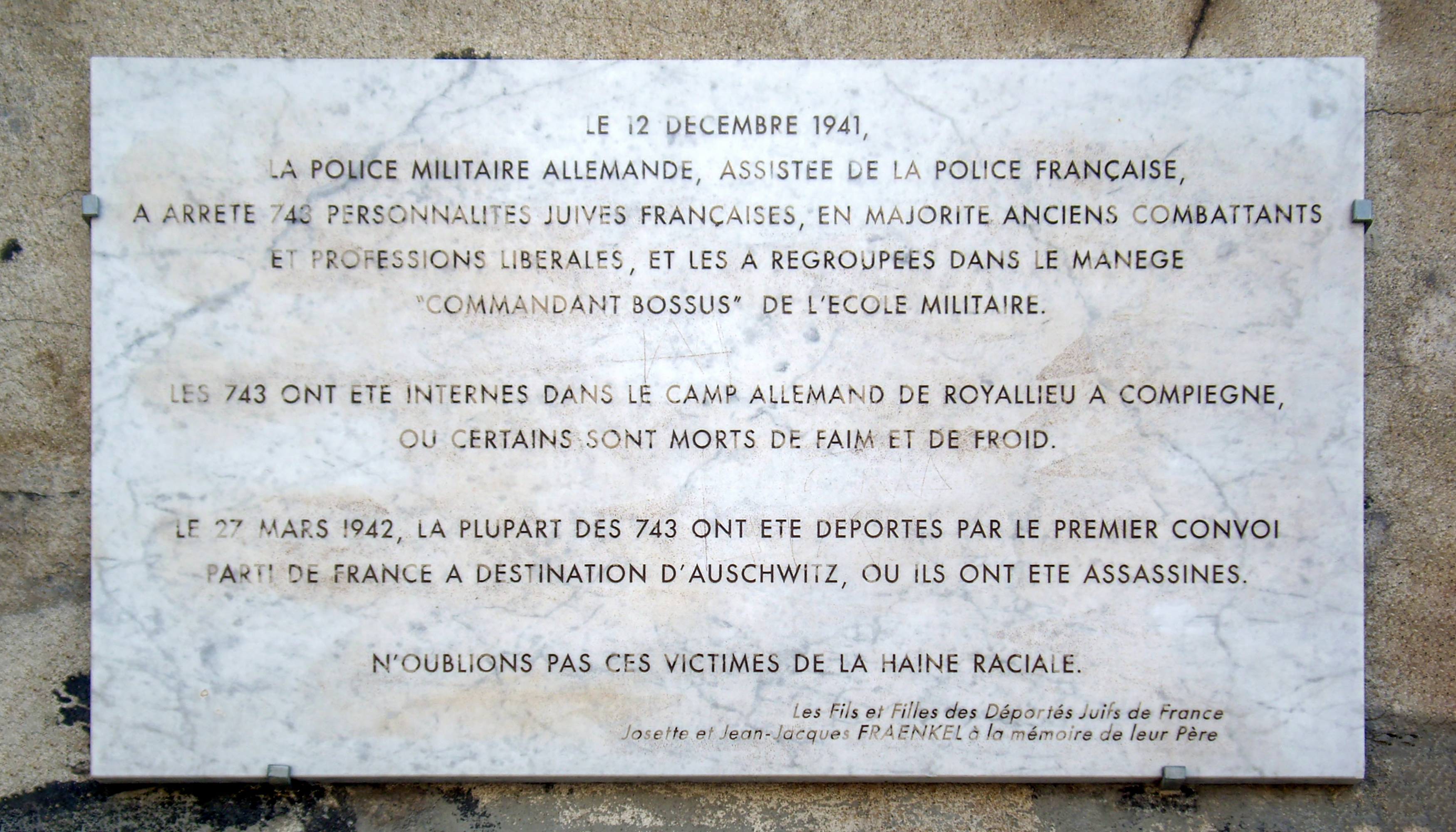
Мемориальная табличка на Военной школе в Париже, в которой содержались 12 декабря 1941 года 743 узника, отправленных в лагерь Руалье, а из Руалье 27 марта 1942 года в лагерь смерти Освенцим

22 июня 1941 года, в день начала Великой Отечественной войны, и позднее немецкая полиция сюда свезла по разным сведениям от нескольких сотен до тысячи арестованных русских эмигрантов. В основном это были наиболее видные представители творческой и научной интеллигенции, политические и общественные деятели. Балерина Матильда Кшесинская пишет: «Много позже мы узнали, что арест многих русских был вызван опасением, чтобы они и руководимые ими круги и организации не присоединились с первого же дня вторжения немцев в Россию к Французскому Сопротивлению». Среди первых арестованных был также редактор «Юманите» Жорж Коньо, будущий участник Сопротивления. 119 дней, с 23 июня до 20 октября 1941 года в лагере находился князь Владимир Романовский-Красинский (лагерный номер 119), сын балерины Матильды Кшесинской. Среди арестованных был поэт и журналист, граф Пётр Бобринский (лагерный номер 15), художник Юрий Черкесов. После лагеря Юрий Черкесов впал в депрессию и в 1943 году покончил с собой. Художники Савелий Шлейфер (лагерный номер 163) и Янкель Готковский, известный как Жак Готко (лагерный номер 1055) из лагеря не вышли. Они были евреями и погибли в Освенциме. В лагере были сын бывшего врангелевского премьер-министра Игорь Кривошеин, микробиолог Сергей Чахотин, адвокат Израиль Павлович Кельберин (1869—1942, лагерный номер 676), отец поэта и пианиста Лазаря Израилевича Кельберина (1907—1975), писатель Виктор Емельянов (1899—1963, лагерный номер 71), автор высоко оценённой критиками повести «Свидание Джима» (1936), граф Сергей Алексеевич Игнатьев (1888—1955), брат Алексея Игнатьева и бывший муж актрисы Екатерины Рощиной-Инсаровой, Стефан (Замбржицкий) (1884—1950). Один из бараков был превращён в православную часовню, в которой настоятель католической Троицкой церкви крестил по православному обряду Илью Фондаминского. 26 февраля 1943 года в лагерь из Форта де Роменвиль были переведены мать Мария (Скобцова), иподиакон Юрий Скобцов, и Фёдор Тимофеевич Пьянов (1889—1969), секретарь правления организации «Православное дело», участник Сопротивления. В лагере содержался священник Дмитрий Клепинин. 16 января 2004 года Мать Мария (Скобцова), погибшая в лагере Равенсбрюк, её сын Юрий Скобцов, погибший в Дора-Миттельбау, священник Димитрий Клепинин, погибший в Бухенвальде, и Илья Фондаминский, погибший в Освенциме, были канонизированы Константинопольским патриархатом.

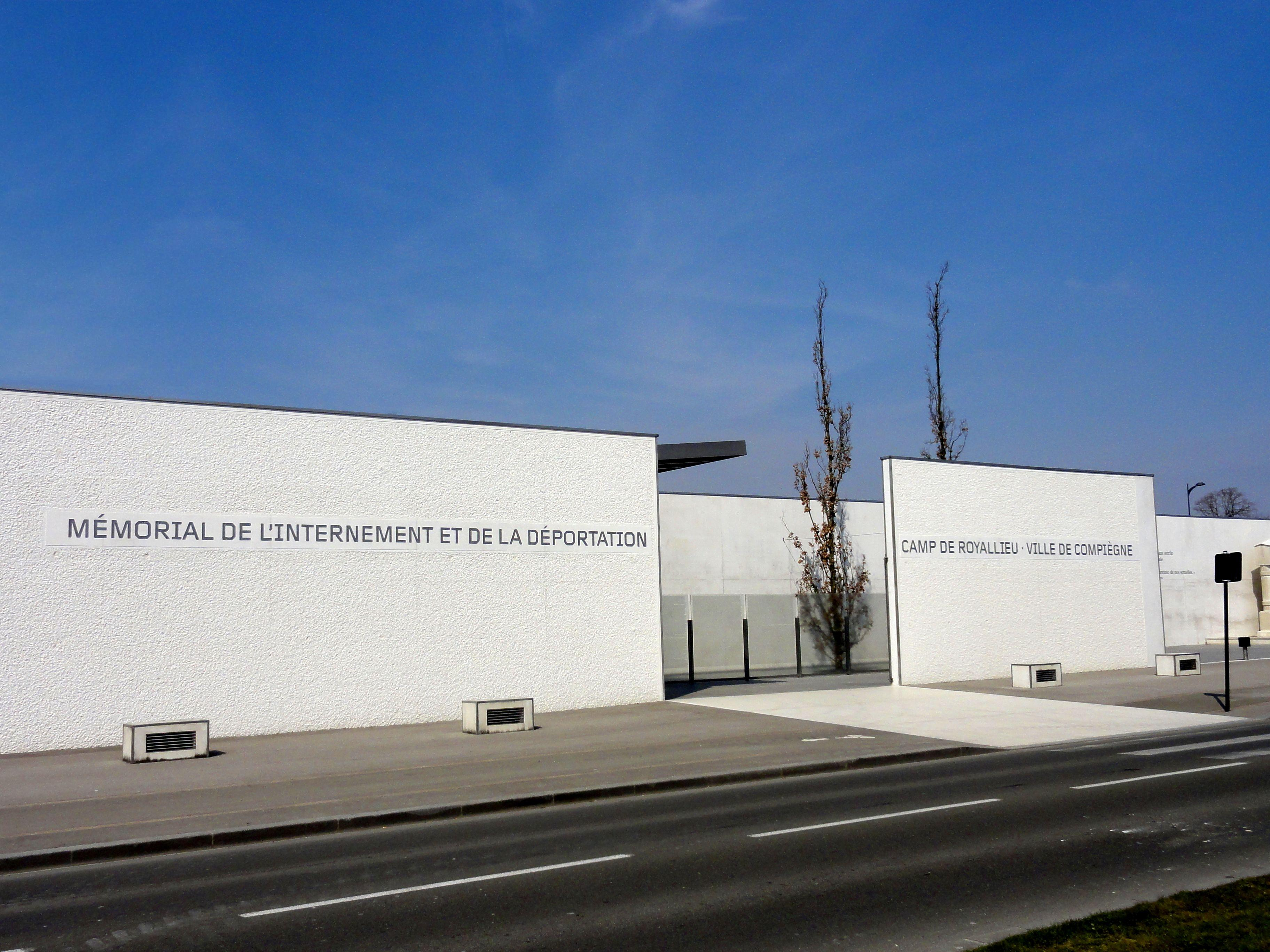
Вход в мемориал Руалье

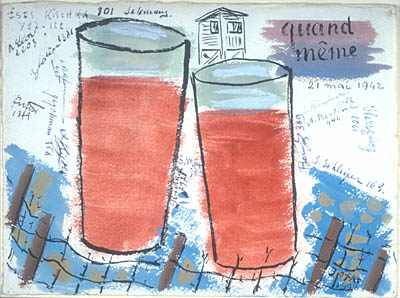
Жак Готко (1899—1944). Вопреки всему. 1942. Бейт Лохамей ха-геттаот (Израиль)
Работа посвящена годовщине заключения в лагерь. Перечисленные узники были интернированы в лагерь 21 мая 1941 года, после операции billet vert (зелёный билет), в ходе которой им приказали явиться в полицейский участок в Париже, откуда они были отправлены в Компьень. На рисунке стоят подписи узников и номера, данные им в лагере:
Изис Кишка 787;
A. Леон 2203;
Зладин 1381;
Гойхман 356;
Курфист 1379;
Ривиноф 797;
С. Макс 388;
Берлинер 369;
С. Шлейфер 163;
A. Берлин 944;
К. Киршенштейн 1152;
Херцберг 1061.

Русских эмигрантов поместили в одном бараке, с ними хорошо обращались и хорошо кормили, были разрешены передачи, а с 1 августа — свидания. Многих заключённых освободили. Казахский эмигрант Мустафа Шокай, который был освобождён из лагеря через две недели, писал: «У нас в Компьене на открытом воздухе устраивались замечательные лекции, политические диспуты». В лагере был создан даже «Народный университет Фронт-Шталаг 122», который выдавал своим слушателям и преподавателям «грамоты». Две «грамоты» были выданы в «университете» профессору Дмитрию Михайловичу Одинцу и обнаружены в личном фонде профессора, который хранится в библиотеке Казанского университета. Первая «грамота» датирована июлем 1941 года и содержит 28 автографов, включая автограф Мустафы Шокая, который был освобождён 5 июля. На второй «грамоте» от 4 августа 1941 года автографы 158 узников, многие с лагерными номерами. На «грамоте» цветной карандашный обзорный вид лагеря, нарисованный Сержем Фотинским. Среди автографов — бывший деникинский министр, секретарь Союза русских писателей и журналистов Владимир Зеелер (лагерный номер 172), адвокат Николай Георгиевич Нидермиллер (ум. 1953), зять Владислава Ходасевича, критик и литературовед Константин Мочульский (лагерный номер 566), поэт Леопольд Михайлович Райсфельд (1896—1944, лагерный номер 100, в лагере 25 июня 1941 — 20 марта 1942, депортирован в Вюльцбург), секретарь редакции газеты «Последние новости» Александр Поляков, будущий участник Сопротивления Владимир Костицын, оперный певец Александр Мозжухин.
Комендантом лагеря был гауптман Нахтигаль, беспартийный офицер. По свидетельству Матильды Кшесинской, он хорошо относился к русским заключённым, и они отвечали ему взаимностью. Когда после окончания войны комендант Нахтигаль был арестован американцами, бывшие русские заключённые вступились за него, и он был освобождён.
С декабря 1941 года лагерь служил преимущественно для пересылки евреев в лагеря смерти. 12 декабря 1941 года немецкая полиция арестовала 743 человека в Париже, которых поместили в Военной школе, а затем отправили в лагерь Руалье. Нина Кривошеина пишет: «В этот лагерь в декабре 1941 года попали многие русские и французские евреи, а также там вскоре было открыто отделение специально для французских коммунистов… Тут было много хуже — лишения, голод, издёвка, расстрел заложников… по номерам». Условия в лагере были невыносимые. Были трудности с питанием, первое время родные не могли посылать посылок. Узников держали по 35—50 человек в камерах, рассчитанных на двух или трёх заключённых. Контакт с внешним миром был запрещён. Но вопреки всему в лагере процветала культурная и духовная жизнь, проходили поэтические вечера, лекции, дискуссии, выставки художников. Художники Жак Готко, Абрам Йозеф Берлин (1894—1942, лагерный номер 944), Давид Гойхман (1900—1942, лагерный номер 356) и Изис Кишка организовали в мае 1942 года в лагере выставку. Сохранились около 33 работ художников, сделанных в лагере. Узник лагеря, художник Изис Кишка (лагерный номер 787) в 1969 году подарил дому-мемориалу борцов гетто «Бейт Лохамей ха-геттаот» в Израиле рисунок с видом на лагерь в Компьене. Некоторые работы сохранись благодаря выжившим друзьям, художнику Изису Кишке и историку Жоржу Веллеру, которые были также узниками лагеря вместе с Готко и передали некоторые его работы, созданные в лагере, галерее дома-мемориала борцов гетто «Бейт Лохамей ха-геттаот» и мемориалу «Яд ва-Шем» в Израиле, где они хранятся в настоящее время. Другие уцелевшие творения Готко хранятся в коллекции Музея современного искусства в Париже, а также в Мемориальном музее Холокоста в США, линогравюру в 2018 году Мемориальному музею Холокоста подарили Дебора Пирсон (Deborah Pearson) и Джанет Вальдман (Janet Waldman), наследницы Джорджа Вальдмана (George Louis Waldman, 1890—1972), узника лагеря Руалье с декабря 1941 года по июль 1943 года.
27 марта 1942 года из Руалье с железнодорожной станции в Компьене отправился первый конвой из Франции в лагерь смерти Освенцим. 8 мая 1942 года были переправлены конвоем в лагерь 289 евреев, арестованных в ходе операции billet vert (зелёный билет), в ходе которой им приказали явиться в полицейский участок. Они были в основном депортированы в Освенцим 5 июня 1942 года конвоем № 2 в рамках подготовки к облавам лета 1942 года, чтобы освободить место для новых заключённых, которые теперь будут с семьями. Ещё было 38 конвоев. Эшелоны перевезли 50 000 человек (по другим данным — 40 000 человек) из лагеря Руалье в лагеря смерти. В 1944 году заключённых привозили ежедневно в лагерь небольшими группами по 15—20 человек и увозили каждую неделю в лагеря смерти. Кристиан Бернадак в книге «Поезд смерти» (Le train de la mort, 1970) пишет о перевозке 2 июля 1944 года более двух тысяч евреев из лагеря эшелоном № 7909 в вагонах для скота. При жаре в 34 градуса подача воды в вагоны (до ста человек в каждом) была запрещена. По прибытии поезда в нём оказалось 536 трупов. В книге приведены списки лиц, поступавших в лагерь, указаны составы с узниками, отправленными из Компьеня, списки вывезенных в эшелоне, названном «поездом смерти» — погибших и оставшихся в живых. В иерусалимском музее Яд ва-Шем из ранних документов о Компьене уцелел «Отчет о 1500 евреях, арестованных в Париже в декабре 1941 года и отправленных в лагерь Компьень». В Яд ва-Шем хранится 30 документов, относящихся к этому лагерю, в частности:
- Ведомственная переписка немецких учреждений и сообщения о депортации узников в концентрационные лагеря.
- Свидетельские показания узников лагеря.
- Сведения об оказании помощи узникам лагеря со стороны международных организаций: Красного Креста, Молодёжной христианской организации, Всеобщего союза исраэлитов во Франции[фр.] (UGIF)[12].

Обращает на себя внимание переписка между Главным управлением имперской безопасности, Имперским министерством иностранных дел Германии и посольством Германии в Париже об отправке 6 тысяч евреев из Компьеня в Аушвиц (Освенцим).
После войны поле было застроено, возник новый район Компьеня — Руалье. На месте концлагеря находился учебный лагерь для новобранцев Военно-воздушных сил Франции. В 1970-е годы здесь базировался 58-й полк связи, в 1980-е годы — 51-й полк связи.
После ухода военных в трёх сохранившихся бараках лагеря был создан мемориал, открытый для публики 23 февраля 2008 года. Также в непосредственной близости был открыт мемориал на железнодорожной станции в Компьене из двух товарных вагонов, использовавшихся для перевозки узников. В 2008 году была опубликована научная монография, посвященная истории лагеря. В 2009 году состоялась премьера документального фильма Camp C, Compiègne — Royallieu, режиссёр Марк Тавернье (Marc Tavernier).

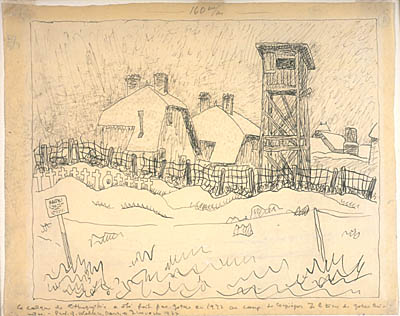
Жак Готко (1899—1944). Вид на Компьень. 1942 Бейт Лохамей ха-геттаот (Израиль)
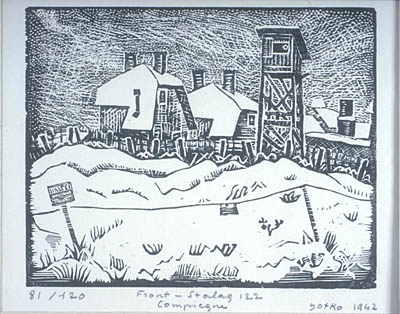
Жак Готко (1899—1944). Забор из колючей проволоки, сторожевая вышка и бараки в Компьень. 1942 Бейт Лохамей ха-геттаот (Израиль)
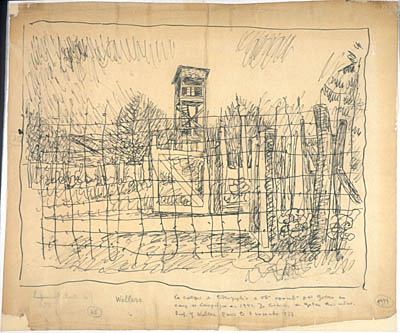
Жак Готко (1899—1944). Сторожевая башня и лагерные ворота — вид сквозь забор из колючей проволоки. 1942. Бейт Лохамей ха-геттаот (Израиль)
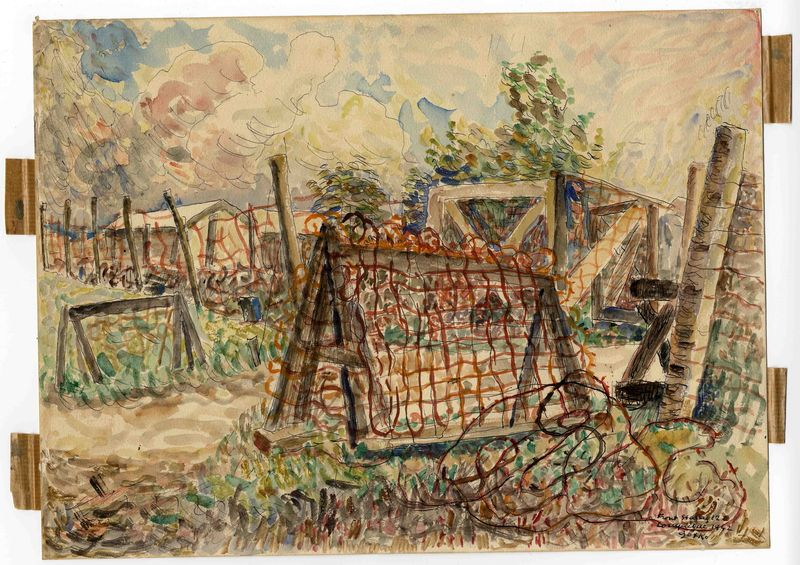
Жак Готко (1899—1944). Фронт Шталаг 122, Компьень, 1942. Мемориальный музей Холокоста (США)
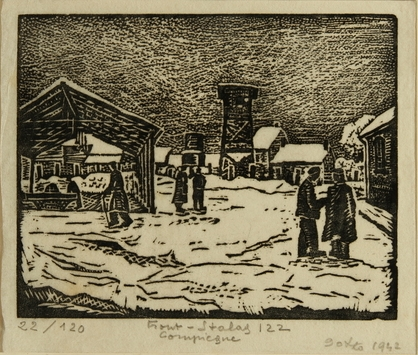
Жак Готко (1899—1944). Шталаг 122, Компьень, 1942. Мемориальный музей Холокоста (США)